# Commission de la recherche aéronautique
La Commission de la recherche aéronautique, est une commission établie en 1919 par le gouvernement britannique pour coordonner la recherche et l'enseignement en aéronautique, à la suite de la Première Guerre mondiale. Sa mission recouvrait à la fois les applications civiles et militaires.
À cause de la dégradation de la situation internationale dans les années 1930, la commission trouve un nouvel élan avec la nomination de Sir Henry Tizard à sa tête. L'une des plus importantes décisions de la commission est d'accélérer le développement d'un système national de défense aérienne basé sur le radar.

## Attendus de sa création
Le résumé du rapport conduisant à sa création est traduit ci-après :
« Envisager les étapes à prendre maintenant pour organiser l'enseignement et la recherche en aéronautique après la guerre, et en rendre compte. La commission devra porter attention aux agences déjà existantes en la matière, ou qu'il est proposé de mettre en place, et en particulier la relation de la Chaire Zaharoff avec ces agences. Examiner les décisions du Gouvernement à propos de la recherche, de l'enseignement en aéronautique, etc., faire un rapport et soumettre des recommandations.
Il est essentiel que l'avance acquise en recherche aéronautique pendant la guerre soit conservée. L'industrie est trop petite pour pouvoir entretenir d'office un nombre d'experts suffisant. L'action du gouvernement est nécessaire tant au profit de l'aviation civile que de la défense nationale; une action du gouvernement en faveur de la recherche a déjà été décidée.
Une Commission de la recherche aéronautique doit être mise sur pied sous les auspices du Ministère de l'Air pour prendre la place de la commission consultative pour l'aéronautique. Elle donnera ses avis sur les problèmes techniques, supervisera le travail de recherche et d'essais, promouvra l'enseignement de l'aéronautique, assistera l'industrie, et fera ses rapports au Conseil de l'Air.
L'aéronautique va peut-être trouver une place dans les cours d'ingéniérie de premier cycle, mais l'insistance principale est mise sur l'entraînement des ingénieurs diplômés. L'Imperial College devra être le centre principal pour l'enseignement supérieur, la Chaire Zaharoff formant le centre d'un département d'aéronautique, en coordination avec les structures existantes, après avis de la Commission. Le personnel enseignant devra, dans la mesure du possible, avoir également des responsabilités dans les centres d'essais. Farnborough continuera à être le principal site de recherche, et la recherche sur les modèles continuera au National Physical Laboratory. Des estimations seront faites sur le coût de fonctionnement des établissements d'enseignement ou de recherche qui seront proposés. »

## Sources
- (en) Cet article est partiellement ou en totalité issu de l’article de Wikipédia en anglais intitulé « Aeronautical Research Committee » (voir la liste des auteurs).
- et de (en) Résumé du rapport pour la création, avec la gracieuse autorisation de Hartley Library, University of Southampton.